# (32019) Krithikaiyer
2000 HK83 (asteroide 32019) é um asteroide da cintura principal. Possui uma excentricidade de 0.08978730 e uma inclinação de 2.03642º. Este asteroide foi descoberto no dia 29 de abril de 2000 por LINEAR em Socorro.